# Émeutes de la faim de 1947 en France
Les émeutes de la faim de 1947 en France ont lieu dans plus d'une dizaines de  villes pour protester contre la hausse des prix alimentaires et le rationnement. L'expression est en particulier reprise par l'historienne Danielle Tartakowsky dans un livre principalement consacré aux violences de rue de l'après-guerre en France. Elles sont parfois appelées les émeutes du pain car la consommation moyenne par habitant de pain chute de 215 à 90 kilos en 1947, avant de remonter 207 à kilos en 1948, tandis que la consommation moyenne de légumes secs passe de 5,4 kilos à 4,5 kilos en 1947 avant de remonter à 6 kilos en 1948. 
La pénurie s'aggrave en pleine « bataille du charbon », qui fait que les mineurs, protégés depuis peu par l'adoption du statut du mineur, ont droit à des rations plus copieuses, mais qui restent très faibles, malgré la pénibilité de leur travail, causant une malnutrition. Conjuguée à l’effort de production intense, elle entraine un affaiblissement physique et fait chuter le rendement du travail.

## Histoire

### Contexte

#### La gestion du marché des céréales pendant la guerre
En avril 1942, quatre pays exportateurs et le Royaume-Uni adoptent un mémorandum d'accord prévoyant la création d'un « conseil international du blé », mis sur pied dès août 1942 à Washington avec 28 membres, le futur Conseil international des céréales, chargé de gérer les stocks de réserve, les contingents d'exportation et la réglementation des prix. Ainsi, pendant la Seconde Guerre mondiale, les professionnels de la culture des céréales se préparent. Mais ils craignent surtout  que se reproduise après la guerre la situation de 1919-1920 : effondrement des cours après le conflit, d'autant que l'abondante récolte mondiale 1938 a posé la question des prix, souci déjà au cœur de l'Accord international sur le blé de 1933. Du coup on oublie que les excédents céréaliers avaient fondu entre 1935 et 1938. Et après la guerre, quand des millions de soldats américains rentrent au pays, le prix des céréales s'envole, ce qui entraîne des grèves massives dans l'industrie.
Le 1er avril 1945, la récolte américaine de blé d'hiver était encore estimée à 862,5 millions de boisseaux, mais elle sera finalement inférieure de 5% à ce total. L'année suivante, une forte sécheresse s'est produite en avril, compliquant la situation.

#### Inflation de 80% en 1946
Après la Seconde Guerre mondiale, la France s'était retrouvée importatrice nette de céréales. L'inflation atteint ensuite 80 % en 1946, année qui connu un été très sec.

#### Froid record de l’hiver 1946-1947
Puis au cours de l’hiver 1946-1947, de Nantes à Marseille, le froid est record, avec des températures descendant par exemple sous les moins 11 degrés à Saint-Nazaire , gelant l’eau des ports et immobilisant les navires pendant trois jours. 
Ce froid, qui fait parler aussi d'hiver sibérien, ravage les récoltes en Europe mais gêne aussi la circulation des trains et des camions, tandis que des congères s’accumulent le long des quais de l’Isère à Grenoble en raison d’un blizzard prolongé.

#### Poids du pain dans les habitudes et rationnement

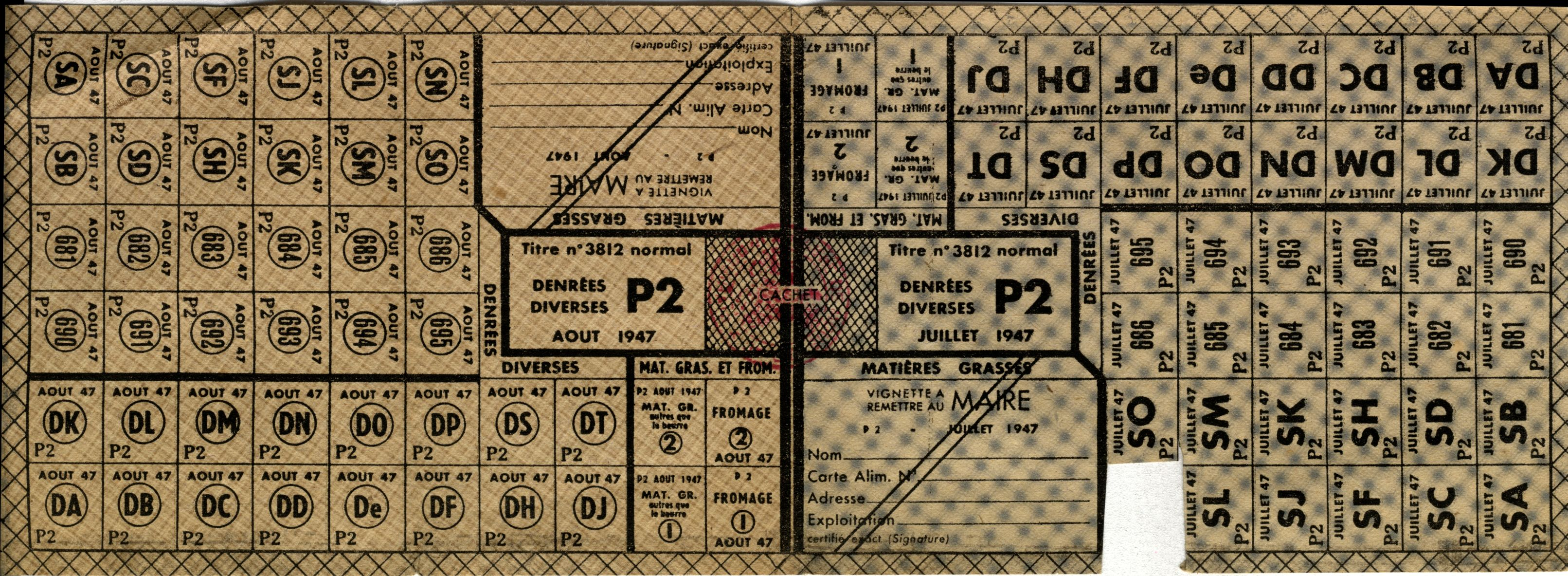
Carte de rationnement de 1947 (juillet et août).

Avec l'année 1947, les restrictions alimentaires s'aggravent : la ration de pain est passée de 300 grammes par jour début 1947 à 270 grammes par jour, puis 250 grammes par jour en mai et 200 grammes par jour en septembre. C'est seulement 40 % de la ration de 200 grammes par jour qui existait en 1939[Quoi ?].
Le poids « du pain dans les habitudes alimentaires » en 1947 est alors important. Le journal Le Peuple du 6 septembre 1947 affirme alors que grèves et manifestations ont pour seul objectif « une politique qui permette aux travailleurs de manger »,.

## Difficultés

### Croisade du pain
Les scandales principaux du ravitaillement concernent lait, fruits et primeurs ou vin et avaient commencé dès le début 1946.
Le président du conseil Paul Ramadier lance une « croisade du pain » qui en reste à l’incantation. 

### Élasticité des contrôles publics
L’approvisionnement alimentaire, notamment pour la viande mais aussi pour les pains, dans les centres urbains, « fluctue au long de l’année au gré de l’élasticité des contrôles publics ». 
Dans des villes comme Agen, Millau, Dijon et d’autres, les locaux où ils sont effectués sont la cible d’émeutiers qui les jugent trop peu efficaces.

### Réduction persistante des ensemencements
La « réduction persistante des ensemencements, déjà sensible avant la guerre », les a ramené à 5 millions d'hectares en 1938 puis seulement 4 millions à l'automne 1945 et 3,8 millions d'hectares ensemencés à l'automne 1946, une baisse de près d'un tiers. Mais en plus,  environ 1,5 million d'hectares ont en fait été gelés par l'hiver sibérien: on est donc proche de 2,3 millions d'hectares, moins de la moitié de ce qui fut ensemencé en blé en 1938. Il faudra essayer de remettre des semences nouvelles, tandis que la « pénurie des moyens de production aggrave le problème ». Sur un total de semences estimé à 8 ou 9 millions de quintaux pour l'année suivante, le gel fait que la moitié sera retirée du circuit, créant une pénurie « immédiate ».

### Écarts de prix entre céréales
« En économie dirigée rien n'empêche, en principe, les pouvoirs publics de fixer des prix visant l'équilibre entre l'offre et la demande », rappelle Le Monde, tout en constatant que le gouvernement ne s'est pas adapté au froid de l'hiver qui s'achève car il a exagérément voulu les maintenir « au-dessous de celui qu'eût déterminé » leur libre confrontation, pratiquant ainsi une « politique de découragement systématique de la culture du blé », s'ajoutant au retard déjà pris sous l'Occcupation : en 1945 l'indice de gros était à 265 pour les céréales, pour une base 100 en 1938, très loin des 456 pour les viandes et 432 pour les œufs et laits, qui bénéficient des « générosités du marché noir » alors que le blé est "collecté" officiellement et payé au prix de la taxe par les caisses de crédit agricole.
Trop mal rémunérées pour les céréaliers, les céréales partent à la consommation animale: « pourquoi livrer du blé à 10 francs le kilo, quand l'avoine et l'orge converties en œufs et porc rapportent le double ? », demande Le Monde.

## Déroulement

### Avril et mai

#### Prise de conscience d'avril 1947
En avril 1947, Pierre Fromont, professeur d'économie agricole qui tient cette rubrique dans Le Monde depuis 1944 et dans La France agricole depuis 1945, y révèle que la situation est dramatique: après la « très mauvaise récolte de 1943 » (43 millions de quintaux), le rebond de 1946 (65 à 70 millions de quintaux, soit 80% de la moyenne d'avant guerre) semble compromis car les spécialistes évaluent à seulement 40 millions de quintaux la récolte d'août prochain en raison d'un problème supplémntaire, le « mauvais temps persistant jusqu'en mars » et de « la médiocrité des réserves en blé de printemps ».
De plus,  Le Monde révèle que la pénurie est quasiment mondiale, USA, exceptés. L'Afrique du Nord a connu en 1946 une « récolte très insuffisante », la Russie avait en 1946 exporté 5 millions de quintaux en France, mais « connaît à son tour de sérieuses difficultés », tandis que la Roumanie « ne peut vivre qu'avec le secours de la Croix-Rouge » et qu'en Extrême-Orient, les « disponibilités en riz sont au plus bas ».
Même si la France avait de quoi le payer, elle ne pourra probablement importer plus que les 6 à 7 millions de quintaux de céréales de la saison achevée, et même obtenant le « niveau optimiste de 10 millions », ce ne serait qu'une partie du « déficit probable évalué à 25 millions ».

#### Les émeutes
Sur un total de 88 manifestations recensées en France entre le 1er mai et le 28 septembre 1947, 61 sont organisées pour protester contre les pénuries, selon l'historienne Danielle Tartakowsky. Dès le 23 avril, des métallurgistes nantais protestent devant la préfecture contre les restrictions alimentaires. Le 10 mai, les docker de la ville font de même. Du 10 au 20 mai, 4 villes du Finistère, Brest, Concarneau et Landerneau voient des manifestations CGT contre le rationnement du pain et du vin. Le mois de mai voit ainsi une première flambée de manifestations désignées comme les « émeutes de la faim », y compris en milieu rural ou de petites villes. Plus de 200 habitants de villages qui s'étaient emparés de farine montent ainsi à Limoges début mai pour protester, où la préfecture refuse de les recevoir,, tandis que dans l'Aveyron, des mineurs de Decazeville qui ont marché sur Rodez ont obtenu des livraisons de farine, imités le 14 mai par des habitants de Saint-Geniez, où les distributions de pain ont cessé depuis trois semaines .
A Nevers, la préfecture est envahie par 6000 manifestants soucieux d'empêcher l'exportation de blé. Idem à Lyon, le 21 mai par d'autres qui obtiennent la modification du système de rationnement,, et à Amiens les boulangeries sont investies par des ménagères en colère le 21 mai, après une manifestation la veille à la préfecture. Les manifestants sont plus de 2000 à Lyon, où une rumeur affirme que la plupart des ouvriers seraient entrés en grève, en cas de maintien de la décision du préfet, jugée maladroite par la presse; A la Roche-sur-Yon le 20 mai, et Dijon le même jour,, ce sont de petits patrons qui saccagent les bureaux du contrôle économique, salués par la presse syndicale .

#### Les réactions des autorités
Fin avril 1947, le président du Conseil Paul Ramadier explique le déficit en céréales par les gelées de l'hiver et la non-livraison de blés étrangers. Il interdit de fabriquer de la biscotte ou de la pâtisserie en raison de ce déficit de farine, ainsi que l’ouverture des boulangeries au moins un jour par semaine. La France traverse alors une véritable "crise frumentaire", selon les experts.
Dans l’Isère, le préfet Albert Reynier est obligé de lancer un « plan de ravitaillement exceptionnel » , incluant une « bataille de la viande », puis il met en scène à la mi-mai un plan de collecte du blé.

### Juin à août

#### Emeutes et grèves
Le problème de la faim et des ratios de pain est déjà à l'origine de la grève menée à partir du 2 juin chez les cheminots par les deux principaux syndicats de la SNCF.
Des émeutes de la faim se poursuivent dans plusieurs villes. Malgré l’accord signé à la mi-juin avec les deux principaux syndicats de la SNCF, entre la fin août et la mi-septembre, une cinquantaine de centres ferroviaires débraient pendant quelques heures

#### Crise des paiements extérieurs
La situation débouche sur la « crise des paiements extérieurs » de l’été 1947, quand la France est contrainte « d’arrêter ses importations de la zone dollar » et de demander une « aide d’urgence auprès des Etats-Unis », sous la forme d’une aide intérimaire avant une autre aide, celle du Plan Marshall, qui vient à peine d’être suggérée par les USA, en juin, sous la forme d’un plan à long terme.
Le 3 juillet 1948, les hauts fonctionnaires proposent d’importer 975 000 tonnes de blé pour faire monter la ration à 350 grammes des céréales secondaires. Le Quai d'Orsay est alors à l'affût de la moindre information venant d'Amérique sur une aide à l'Europe.
Yvon Coudé du Foresto, Sous-secrétaire d'État à l'Agriculture dans le gouvernement Robert Schuman (1), spécialiste reconnu des problèmes alimentaires, ex-président d'une entreprise familiale de minoterie et d'alimentation du bétail dans les Deux-Sèvres, maintint une demande de 80 millions de dollars pour les achats de blé, alors que le président Vincent Auriol estime la récolte céréalière suffisante. La France manque de devises, car elle ne peut exporter comme elle le souhaite.

#### Négociations syndicats-patronats de juillet et août
Le patronat décide de négocier, sans demander au gouvernement, des accords de hausse des salaires de 11%  avec les syndicats CGT et CFTC, le 16 juillet et le 1er août, tandis que le salaire minimum est porté à 8 000 francs et que la fonction publique doit suivre le 17 juillet.

### Septembre
À Lyon, les troubles reprennent dès le mois de septembre après avoir déjà secoué la ville au mois de mai. Devant la Bourse du travail, une manifestation a pour but de réclamer le maintien de la ration de pain, un meilleur ravitaillement. Le Monde observe que 10 000 personnes ont débrayé, notamment aux usines Berliet, Zénith, de Delle.
Au cours du même mois de septembre, des exportations de denrées alimentaires sont organisées vers l’Allemagne ce qui « déclenche la colère des ouvriers de l’Est ». Des militants de la CGT « s’empressent de bloquer des péniches et des trains ». De graves échauffourées éclatent à Verdun, « Toul est mis en état de siège » et Nancy « manifeste puissamment ». Des événements qui « surprennent les policiers par leur violence » et seront évoqués dans le préambule du projet de loi du 27 novembre 1947 portant dissolution de 11 compagnies de CRS puis dans la circulaire du 4 décembre 1947 puis pour les féliciter et surtout les mobiliser.

### Fin de l'année

#### Critiques du ministre du ravitaillement
Yves Farge, ministre du ravitaillement, publie à la fin de 1947 un livre dénonçant « la pusillanimité de la magistrature, la vénalité d’une presse et la solidarité de parti pouvant faire de tout militant hônnete et pur le complice inconscient d’une opération véreuse ».

### L'année suivante
Finalement, la récolte 1948 fut bonne : la France exporta 90 000 tonnes au Conseil international du blé en mars 1949. La ration de pain passa à 250 grammes en août 1948, à 300 en septembre, puis à 350 fin 1948 et la carte de pain fut supprimée en février 1949. En juin 1949, le ministre français des Affaires étrangères, Georges Bonnet, signala de nouvelles pressions américaines pour l’achat de surplus.